# Szlachta (województwo pomorskie)
Szlachta – wieś kociewska w Polsce położona w województwie pomorskim, w powiecie starogardzkim, w gminie Osieczna.
W latach 1975–1998 miejscowość administracyjnie należała do województwa gdańskiego.

## Zarys historii wsi
Szlachta – malowniczo położona w Borach Tucholskich. Jedyna wieś gminy Osieczna, której ludność można zaliczyć do grupy etnicznej – Borowiaków Tucholskich. Szlachta zawdzięcza swe początki istnieniu w XVIII wieku na tym terenie pieców smolnych, zwanych również smolarniami.
Pierwsza wzmianka o Szlachcie pochodzi z 1664 roku i potwierdza jej przynależność do parafii rzymskokatolickiej w Śliwicach.
Historyk śliwicki Adam Węsierski stwierdził w 1990 r. iż nazwa Szlachta pochodzi od klasy zamieszkującej niegdyś osadę. Można tę tezę poprzeć faktem, że w Szlachcie i okolicy zamieszkują kolejne pokolenia rodów Pozorskich, Ossowskich, Piesików, Szlachcikowskich, Węsierskich, Glazów. Mieszkańcy wsi trudnili się aż do początku XX wieku głównie rolnictwem i pracą w lesie. Rozwój wsi zapoczątkowała budowa linii kolejowej łączącej Czersk ze Skórczem i Laskowicami Pomorskimi.
Nowo wybudowana linia ułatwiła wymianę handlową i sprzedaż drewna. Kolejnym ważnym krokiem w rozwoju Szlachty było w latach dwudziestych XX wieku ulokowanie w pobliżu wsi magistrali kolejowej łączącej Śląsk z portami morskimi na Wybrzeżu. Wiele osób znalazło zatrudnienie przy budowie obu linii kolejowych.
Kościół pw. Najświętszego Serca Jezusa w Szlachcie był pierwotnie (jak i plebania) salą zabaw i karczmą. W 1923 roku obydwa budynki zaadaptowano na pomieszczenia kościelne.
We wsi jest rozwinięty przemysł drzewny. Znajduje się tu stacja kolejowa na liniach Laskowice Pomorskie - Czersk, Szlachta – Skórcz – Smętowo.